# Коммунарка (станция метро)

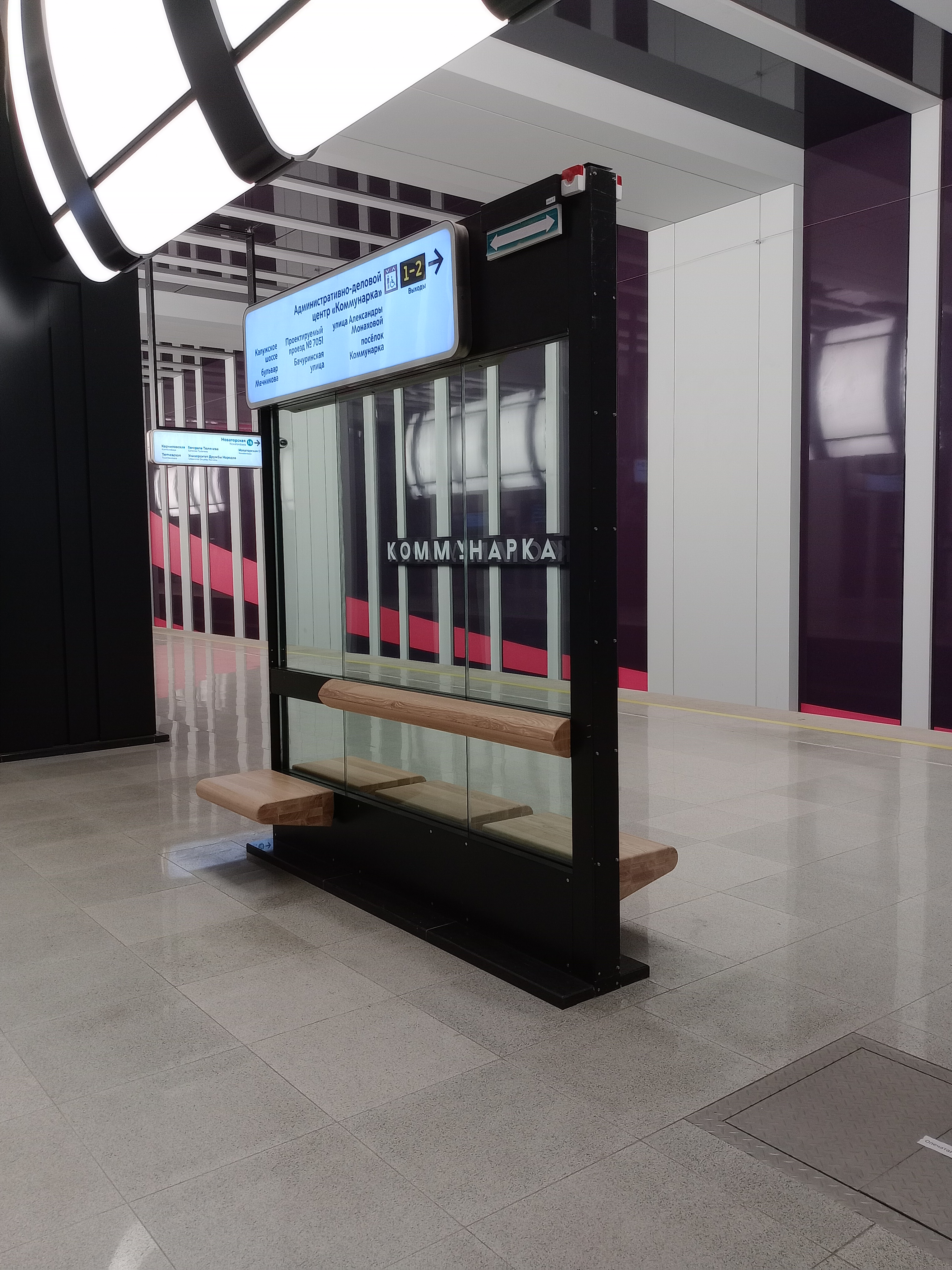
Лавочка на платформе.

«Коммуна́рка» — станция Московского метрополитена на Троицкой линии. Располагается в районе Коммунарка (НАО), вдоль строящейся улицы Сосенский Стан на территории посёлка Коммунарка. Станция открылась 28 декабря 2024 года в составе участка «Тютчевская» — «Новомосковская». Колонная двухпролётная станция мелкого заложения с одной островной платформой.
20 июля 2021 года постановлением мэра Москвы утверждено наименование «Бачуринская», однако затем 5 июля 2024 года станции было возвращено проектное название «Коммунарка».

## Проектирование
Согласно Адресной инвестиционной программе города Москвы, станция проектируется в составе 17,5-километрового участка от станции «Новаторская» до станции «Новомосковская» с пятью промежуточными станциями.

## Строительство
17 апреля 2018 года АО «Мосинжпроект», победившее в закупке, заключило договор на выполнение комплекса строительно-монтажных работ по сооружению участка Коммунарской (ныне — Троицкой) линии «Улица Новаторов» — «Коммунарка» («Бачуринская»).
Строительство станции началось в четвёртом квартале 2018 года.
9 ноября 2021 года проходка тоннелей между станциями «Корниловская» и «Коммунарка» завершена на две трети.
4 декабря 2024 года на станцию подали напряжение.

## Мнения о переименовании станции
В отличие от «Новомосковских» Сокольнической и Троицкой линий, чьё переименование «Коммунарок» вызвало неоднозначные оценки в рядах специалистов ввиду несоответствия топониму — нахождению в районе Новая Москва, а не в каком-то конкретном географическом объекте на местности, переименование «Бачуринской» в «Коммунарку» является более корректным по мнению аналитика транспортного движения «Транспорт и горожане» Владислава Булгакова, поскольку название соответствует нахождению станции соответствующей территории, однако с этим не согласен председатель Союза пассажиров России Кирилл Янков, предлагая станции название «Столбово» ввиду расположения у одноимённой деревни.

Название на путевой стене

## Наземный общественный транспорт
На этой станции можно пересесть на следующие маршруты городского пассажирского транспорта:
- Автобусы: 101, с122, 513, 515, 577, 878, 895, 895к, 971, 978, с999